# 10044 Squyres
10044 Squyres è un asteroide della fascia principale. Scoperto nel 1985, presenta un'orbita caratterizzata da un semiasse maggiore pari a 2,5646688 au e da un'eccentricità di 0,3343481, inclinata di 16,44715° rispetto all'eclittica.
L'asteroide è dedicato a Steven W. Squyres, professore di astronomia alla Cornell University, che ha partecipato a diversi progetti di ricerca finalizzati alla ricerca di acqua su Marte, Ganimede, Callisto ed Europa.